# Türk Telekom Ankara (volley-ball féminin)
Maillots
Türk Telekom Ankara est un club turc de volley-ball, section du club omnisports du Türk Telekomspor, fondé en 1998 et basé à Ankara, évoluant au premier niveau national. Cet article ne traite que de la section volley-ball; pour la section football et basket-ball voir Türk Telekomspor.

## Historique
Türk Telekom Gençlik ve Spor Kulübü est créée en 1954. La section volley-ball est ouverte en 1998 et disparait en juillet 2009.

## Palmarès
- Coupe de Turquie
  - Finaliste : 2003.

## Joueuses majeures
- Natalya Mammadova  Azerbaïdjan
- Taismary Agüero  Cuba
- Maja Poljak  Croatie
- Makare Desilets  États-Unis
- Özlem Özçelik  Turquie
- Bahar Mert  Turquie
- Melis Hemşeri  Turquie
- Nilay Konar  Turquie
- Sinem Barut  Turquie
- Pelin Çelik  Turquie

## Effectifs

### Saison 2008-2009 (Dernière équipe)
Entraîneur :  Lang Ping